# 제로스 앤 원스
"제로스 앤 워스"(영어: Zeros and Ones)는 2021년 공개한 독일의 스릴러 전쟁 영화이다.

## 출연

### 주연
- 에단 호크 : JJ / 저스틴 역 (1인 2역)

## 수상
- 2021년 제59회 히혼국제영화제 후보 스페셜 패시즈
- 2021년 제74회 로카르노 영화제 수상 국제경쟁 - 감독상 (에이블 페라라)